# Institut d'optique (Universite Paris-Saclay)
48°42′50″N 02°12′12″Ø / 48.71389°N 2.20333°Ø
Institut d'optique Graduate School (SupOptique) er et fransk ingeniør-institut tilknyttet Université Paris-Saclay.
Instituttet blev oprettet i 1917 (École supérieure d'optique) og har i dag omkring 400 studerende. 

## Berømte professorer
- Henri Chrétien, fransk astronom og en opfinder.[2]